# 埼玉県立越生高等学校
埼玉県立越生高等学校（さいたまけんりつ おごせこうとうがっこう）は、埼玉県入間郡越生町にある公立高等学校。
普通科と美術科の2学科を設置している。1993年まで当校とは別に私立の越生高等学校（現・武蔵越生高等学校）が存在した。その名残で、現在でも区別のために「越県」（おごけん）と呼ばれることがある。
制服はブレザーだが、ネクタイは付いていない。

## 沿革
- 1972年（昭和47年）4月1日 - 旧越生中学校校舎を仮校舎として開校
- 1974年（昭和49年）4月4日 - 現在地へ移転
- 1976年（昭和51年）4月1日 - 定時制課程開設
- 1987年（昭和62年）3月31日 - 定時制課程廃止
- 1991年（平成3年） - 美術・工芸コース設置
- 1999年（平成11年）4月1日 - 美術・工芸コースが美術科に学科転換
- 2025年 − 2025年度（令和7年度）をもって募集停止[1]。
- 2026年−埼玉県立鳩山高等学校と統合する（予定）。

## クラブ、生徒会
運動部
- バレーボール部
- バスケットボール部（男・女）
- バドミントン部
- 卓球部
- サッカー部
- 野球部
- 陸上部
- 硬式テニス部（男・女）

文化部
- 美術部
- 音楽部
- 書道部
- 写真部
- 演劇部
- 検定部
- 軽音楽部
- 文芸部
- 料理部
- 漫画部
- ダンス同好会

## 著名な卒業生
- ダンカン（お笑い芸人）

## 交通
- JR八高線、東武越生線「越生駅」より徒歩20分（1.5km）
- 越生駅東口よりバス、せせらぎバスセンターゆき（ときがわ町路線バス）、もしくは高坂駅ゆき（鳩山町営路線バス）「県立越生高校前」バス停下車